# Gianfranco Cuttica di Revigliasco
Gianfranco Cuttica di Revigliasco (Torino, 30 giugno 1957) è un politico italiano, sindaco di Alessandria dal 27 giugno 2017 al 27 giugno 2022.

## Biografia
Docente di Storia dell'arte attualmente in quiescienza, è di famiglia nobile con legami con diverse famiglie nobili locali del Monferrato e del Torinese, come gli Scarrone (da cui, ad avvenuta estinzione del ramo ereditario, ne acquisisce il suffisso "di Revigliasco"), gli Zoppi ed i Mazzoleni di Cassine, i De Rossi-Dogliotti dell'astigiano.
In passato altri suoi antenati sono stati sindaci della città di Alessandria: nel 1814 Cesare Cuttica di Cassine e Giuseppe Cuttica di Cassine nel 1829 e nel 1836.
Attivo nell'ambito del volontariato per i beni culturali, nel 2002 ha promosso la realizzazione dell'Antiquarium nell'area archeologica di Forum Fulvii. Dal 2005 al 2007 ha fatto parte del consiglio di amministrazione del "Parco Scientifico e Tecnologico in Valle Scrivia" ed è membro della "Società di Storia, Arte e Archeologia” per la provincia di Alessandria e Asti. È inoltre collaboratore dell'Associazione "Arca Group" che da circa vent'anni organizza presso Cassine la "Festa Medioevale", consolidata e riconosciuta rievocazione storica.

### Attività politica
Già assessore del comune alessandrino durante la giunta guidata dal sindaco Francesca Calvo, ha ricoperto successivamente la carica di presidente del consiglio comunale. Nel 2017 viene candidato a primo cittadino in occasione delle elezioni amministrative, sostenuto da Lega Nord, Forza Italia, Fratelli d'Italia e la lista civica SiAmo Alessandria, ed ottiene al primo turno il 30,25% dei consensi, pari a 12.144 preferenze, accedendo al ballottaggio contro la candidata del Partito Democratico e sindaco uscente Maria Rita Rossa e vincendolo con 18.762 voti, pari al 55,68%. Si ricandida alle elezioni amministrative del 2022, in cui ottiene al primo turno il 40,24% dei voti ed accede al ballottaggio, nel quale viene sconfitto dallo sfidante della coalizione di centro-sinistra Giorgio Abonante, forte del 54,41% dei consensi.